# Ostaszyn (rejon korelicki)
Ostaszyn (biał. Асташын, ros. Асташин) – wieś na Białorusi, w rejonie korelickim obwodu grodzieńskiego, w sielsowiecie Łuki.

## Historia
Miejscowość wzmiankowana w 1428 r.
W XIX w. Ostaszyn znajdował się w powiecie nowogródzkim guberni mińskiej, w gminie Cyryn.
W okresie międzywojennym wieś i folwark Ostaszyn należały do gminy Cyryn w powiecie nowogródzkim województwa nowogródzkiego II Rzeczypospolitej. 
Po II wojnie światowej Ostaszyn znalazł się w granicach Białoruskiej SRR, a od 1991 r. – w niepodległej Białorusi.

## Dwór Grabowskich
Dobra Ostaszyn Murowany należały do rodziny Baków, od których nabyli je Szwykowscy, wyznawcy kalwinizmu. W XVII w. Szwykowscy zbudowali murowany dwór. W XVIII w. dobra przeszły do Grabowskich herbu Topór i Oksza. W drugiej połowie XVIII w. były dziedzictwem gen. Tomasza Grabowskiego, a następnie jego potomków. W drugiej połowie XIX w. właścicielem Ostaszyna był Karol Grabowski (zm. 1893), żonaty z Zofią Horwatt, zaś w okresie I wojny światowej Henryk Grabowski. 

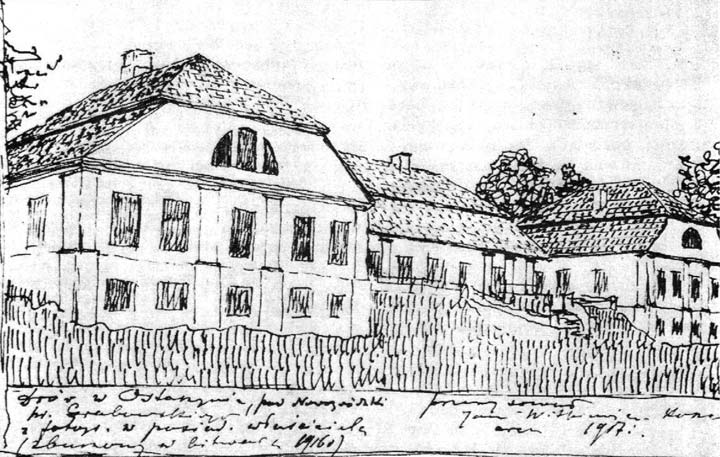
Rysunek przedstawiający dwór Grabowskich od strony ogrodu

W drugiej połowie XVII w. Szwykowscy wybudowali murowany dwór. Zniszczony podczas I wojny światowej, został w 1922 r. sprzedany Ottonowi Żywickiemu i odbudowany w innym stylu. W maju 1943 r. został zniszczony przez partyzantów. Po II wojnie światowej kołchoz odbudował budynki dworskie, lecz o jedno piętro niższe, z przeznaczeniem na magazyny. Zachowała się również tzw. "oficyna".

### Architektura
Według Romana Aftanazego dwór był parterową budowlą, założoną na planie prostokąta, jedenastoosiową w elewacjach dłuższych i czteroosiową w elewacjach krótszych. Ponieważ dom zbudowano z bitej gliny, z upływem czasu ściany zaczęły słabnąć i cztery narożniki podparto dla wzmocnienia masywnymi skarpami. Budynek nakrywał wysoki, łamany dach czterospadowy. Główne wejście stanowił murowany przedsionek, zaopatrzony w półkoliście zamknięte drzwi oraz umieszczone po bokach tego samego kształtu okna. Ponieważ dwór stał na pochyłym terenie od strony ogrodu miał znacznie wyższą podmurówkę niż od frontu. Główny korpus był jednak parterowy, z elewacją na dwóch osiach skrajnych rozczłonkowaną trzema pilastrami i tarasem przy części środkowej. Po obu stronach korpusu głównego wznosiły się pięcioosiowe, częściowo dwykondygnacyjne skrzydła, nakryte łamanym dachem naczółkowym. Ich oś główną obejmowały także ramy pilastrów, występujące poza tym na narożnikach, w części szczytowej znajdowały się półkoliste okna. 

## Dwór Bułhaków

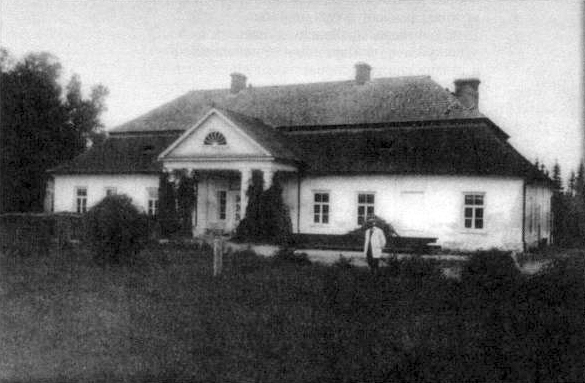
Dwór Bułhaków na pocz. XX w.

Na południe od dworu Grabowskich powstał dwór Bułhaków, najprawdopodobniej na gruntach wydzielonych w XVIII w. z całości dawnego dominium. Około 1840 r. właścicielem stał się Jan Antoni Franciszek Bułhak (ur. 1795 r.) syn Floriana (ur. 1750 r.), szambelana króla Stanisława Augusta i Heleny Jabłońskiej h. Jasieńczyk, deputat szlachty słuckiej, żonaty z Julią Hromykówną h. Abdank. Po nim dziedziczył jego syn Walery Antoni Stanisław (1842-1905), który po raz pierwszy poślubił Józefę Haciską, a po raz drugi Kazimierę Mierzejewską. Ostatnim właścicielem Ostaszyna i Peresieki w Mińszczyźnie był Jan Brunon Bułhak (1876-1950). Dwór został zniszczony podczas I wojny światowej.

### Architektura
Dwór był parterowy, jedenastoosiowy i od frontu przypominał bryłę dworu Grabowskich. Akcentował go ganek na filarach oraz facjatka, nakrywał zaś bardzo wysoki, charakterystyczny dla XVIII w. czterospadowy dach łamany, pobity gontami, wyodrębniony nad facjatką.  

## Urodzeni w Ostaszynie
- Stefan Grabowski – generał dywizji Armii Królestwa Polskiego, tajny radca i polityk[7].
- Jan Bułhak – polski filozof i nestor polskiej fotografii. Założyciel Fotoklubu Wileńskiego i współzałożyciel Fotoklubu Polskiego[8].

## Zabytki
Opisywany Ostaszyn identyfikuje się współcześnie z folwarkiem Ostaszyn należącym do Bułhaków oraz majątkiem Grabowskich, będącym zarazem ośrodkiem kalwinizmu, opisanymi oddzielnie w Słowniku geograficznym Królestwa Polskiego.

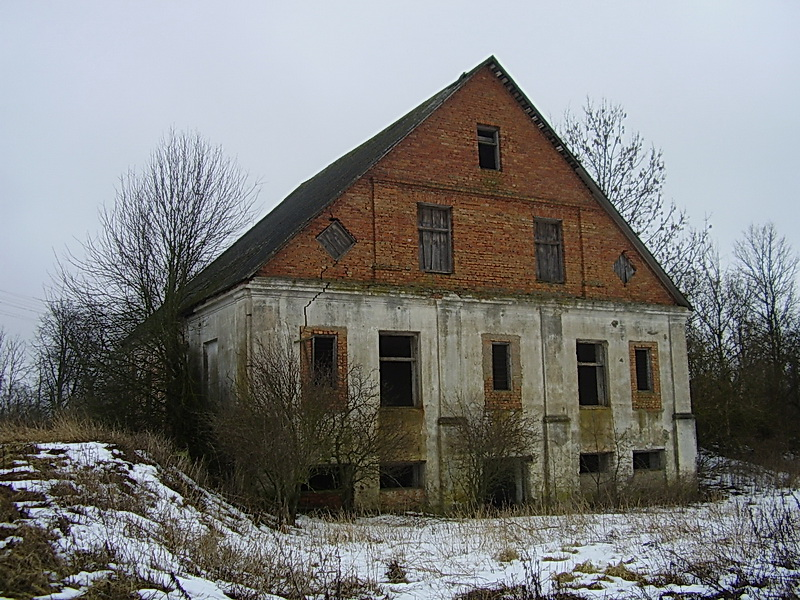
Jedno ze skrzydeł dworu Grabowskich w 2007 roku, widok od strony ogrodu

Istniejące obiekty:
- dwór Grabowskich, Żywickich
- dwór gospodarczy Bułhaków

Obiekty zniszczone:
- zbór kalwiński
- dwór Bułhaków